# Yüksek Sadakat
Yüksek Sadakat est un groupe de rock turc créé en 1997 sous le nom Filinta, mais qui a pris plus d'ampleur en 2006 avec la sortie de leur album du même nom. Le nom de leur groupe signifie littéralement Haute Fidélité (Hi-Fi) en turc. 
Le 1er janvier 2011, la chaîne turque annonce que le groupe représentera la Turquie au Concours Eurovision de la chanson 2011 avec la chanson Live it up, en français Fais la fête. Mais il ne parvient pas à se qualifier pour la finale.

## Membres
- Kenan Vural – chant
- Serkan Özgen – guitare
- Kutlu Özmakinacı – basse
- Uğur Onatkut – piano
- Alpay Şalt – batterie

## Ancien membre
- Cemil Demirbakan – chant[2]

## Discographie

### Albums
- 2006 : Yüksek Sadakat

1. İhtimaller Denizi
2. Pervane
3. Kafile
4. Döneceksin Diye Söz Ver
5. Denizaltı
6. Belki Üstümüzden Bir Kuş Geçer
7. Aklımın İplerini Saldım
8. Hüzün
9. Yine De
10. İkarus

- 2008 : Katil & Maktûl

1. Aşk Durdukça
2. Ben Seni Arayamam
3. hiçbir Şey Yerini Tutamaz
4. Haydi Gel İçelim
5. Babamın Evinde
6. Savaşçının Yolu
7. Kara Göründü
8. Yavaş
9. Katil & Maktûl
10. İçimde Yağmur

### Singles
- Belki Üstümüzden Bir Kuş Geçer
- Kafile
- Aklımın İplerini Saldım
- Ben Seni Arayamam
- Aşk Durdukça
- Haydi Gel İçelim
- Kadınım
- Katil & Maktül